# Arachis villosulicarpa
Arachis villosulicarpa (amendoim)  es una especie de planta perenne herbácea en la familia Fabaceae.
Puede alcanzar alturas importantes, hasta de 15 m
Esta especie es solo cultivada por naciones originarias en Mato Grosso, estado de Brasil; y nunca se encontró silvestre, siendo citada como especie domesticada; y también  citada como fuente de genes para estudios en botánica del maní (Arachis hypogaea). 
A. villosulicarpa es citada como producto aislado de  domesticación,  y no tiene vínculo genético con A. hypogaea.

## Taxonomía
Arachis villosulicarpa fue descrito por Frederico Carlos Hoehne y publicado en Arquivos de Botânica do Estado de São Paulo 2(1): 16, 18, pl. 5. 1944.